# Фэлкон, Джо
Джо Фэлкон (англ. Joe Falcon; род. 23 июня 1966) — американский легкоатлет, специалист по бегу на средние и длинные дистанции, легкоатлетическому кроссу. Выступал за сборную США по лёгкой атлетике в 1980-х и 1990-х годах, чемпион Игр доброй воли в Сиэтле, чемпион США в беге на 1 милю, победитель и призёр ряда крупных стартов национального значения.

## Биография
Джо Фэлкон родился 23 июня 1966 года. Занимался лёгкой атлетикой во время учёбы в старшей школе в Белтоне, штат Миссури.
Впервые заявил о себе на международном уровне в сезоне 1985 года, когда вошёл в состав американской сборной и выступил на чемпионате мира по кроссу в Лиссабоне, где в гонке юниоров занял 74-е место.
Продолжил спортивную карьеру в Университете Арканзаса — состоял в университетской легкоатлетической команде «Арканзас Рейзорбэкс», где проходил подготовку под руководством именитого тренера Джона Макдоннелла. Успешно выступал на различных студенческих соревнованиях, в частности выигрывал первый дивизион чемпионата Национальной ассоциации студенческого спорта (NCAA) в кроссе, беге на 1500, 3000 и 10 000 метров, в беге на 1 милю. Показывал высокие результаты на эстафетных стартах Penn Relays в Филадельфии.
В 1990 году одержал победу в дисциплине 5000 метров на турнире Prefontaine Classic в Юджине, в дисциплине 1500 метров на чемпионате США в Норулке и в беге на 1 милю на Бислеттских играх в Осло, показав при этом лучший результат мирового сезона — 3:49.31. Благодаря череде успешных выступлений удостоился права защищать честь страны на домашних Играх доброй воли в Сиэтле — в программе 1500 метров с результатом 3:39.37	превзошёл всех соперников и завоевал золотую награду.
В 1991 году выиграл Prefontaine Classic в беге на 2 мили, был заявлен на чемпионат мира в Токио, но в итоге на старт здесь не вышел.
В 1992 году выиграл Prefontaine Classic на дистанции 1500 метров.
В 1993 году в дисциплине 3000 метров был лучшим на чемпионате США в помещении в Нью-Йорке. Отметился выступлением на чемпионате мира в помещении в Торонто, где в финале финишировал девятым. По окончании этого сезона завершил спортивную карьеру.
Впоследствии служил в полиции Бентонвилла, штат Арканзас, был членом местного школьного совета. Женат, есть трое детей.